# Jørgen Jensen
Jørgen Jensen, född 17 januari 1920 i Köpenhamn, död 13 april 1987, var en dansk bilmekaniker, fackföreningsledare och kommunistisk politiker. Han var partiledare för Danmarks Kommunistiske Parti (DKP) 1977-1987 och folketingsledamot 1975-1979.
Jørgen Jensen var son till muraren och köpmannen Valdemar Christian Mathiesen Jensen (död 1965) och Jensine Elisabeth Olsen (död 1973). Han arbetade som bilmekaniker och var även fackombud på flera arbetsplatser för Dansk Smede- og Maskinarbejderforbund (1940-1962) och sedan ordförande av fackföreningen Lyngby Metal (1961-1978). 1966 var han även ordförande av Automekanikernes Landssammenslutning och styrelseledamot i Dansk Smede- og Maskinarbejderforbund.
Jensen gick med i Danmarks Kommunistiske Parti 1941 och blev ledamot i både centralkommittén och det verkställande utskottet 1952. Han blev invald i Folketinget 1975 och innehade detta mandat tills partiet åkte ur i valet 1979. Han blev DKP:s partiledare 1977 efter Knud Jespersens död och fortsatte på dennes sovjettrogna linje. Jensen uppnådde dock inte samma popularitet och folklighet som sin två företrädare men var trots detta partiledare till sin död 1987.